# Achondrogenesie Typ IA
Die Achondrogenesie Typ IA oder Typ Houston-Harris ist eine Unterform der Achondrogenesie, einer letal verlaufenden Skelettdysplasie mit fehlender enchondraler Ossifikation.
Die Erkrankung wurde 1972 durch den kanadischen Kinderarzt C. Stuart Houston und den britischen Genetiker R. Harris beschrieben.

## Häufigkeit
Die Häufigkeit ist nicht bekannt.

## Vererbungsmodus
Die Vererbung erfolgt mit autosomal-rezessivem Erbgang.

## Ursache
Zugrunde liegt eine Mutation im  TRIP11-Gen auf Chromosom 14 an Genort q32.12.

## Klinische Erscheinungen
Diagnostische Kriterien sind:
- Schwerer angeborener Kleinwuchs mit stummelartigen Gliedmaßen und kurzem Rumpf
- Die Kinder werden tot geboren oder sterben in den ersten Lebenstagen

Häufig liegen Rippenfrakturen vor.

## Diagnostik
Im Röntgenbild  findet sich charakteristisch eine stark verzögerte oder fehlende Ossifikation der Wirbelkörper und der Beckenknochen, extrem verkürzte Röhrenknochen, zackige Begrenzung des Femur, sehr dünne Rippen mit aufgetriebenen Enden.

## Differentialdiagnostik
Abzugrenzen sind als andere Formen der Achondrogenesie die Achondrogenesie Typ IB und die Achondrogenesie Typ II sowie die Osteogenesis imperfecta Typ II.